# Alimos
Alimos (Grieks: Άλιμος) is een gemeente (dimos) in de Griekse bestuurlijke regio (periferia) Attica.